# Hospital General Universitario de Albacete
El Hospital General Universitario de Albacete es un hospital público del Servicio de Salud de Castilla-La Mancha (Sescam) situado en la ciudad española de Albacete. Inaugurado en 1985 por el ministro de Sanidad, Ernest Lluch, es uno de los hospitales de referencia de Castilla-La Mancha prestando servicio a un millón de personas.

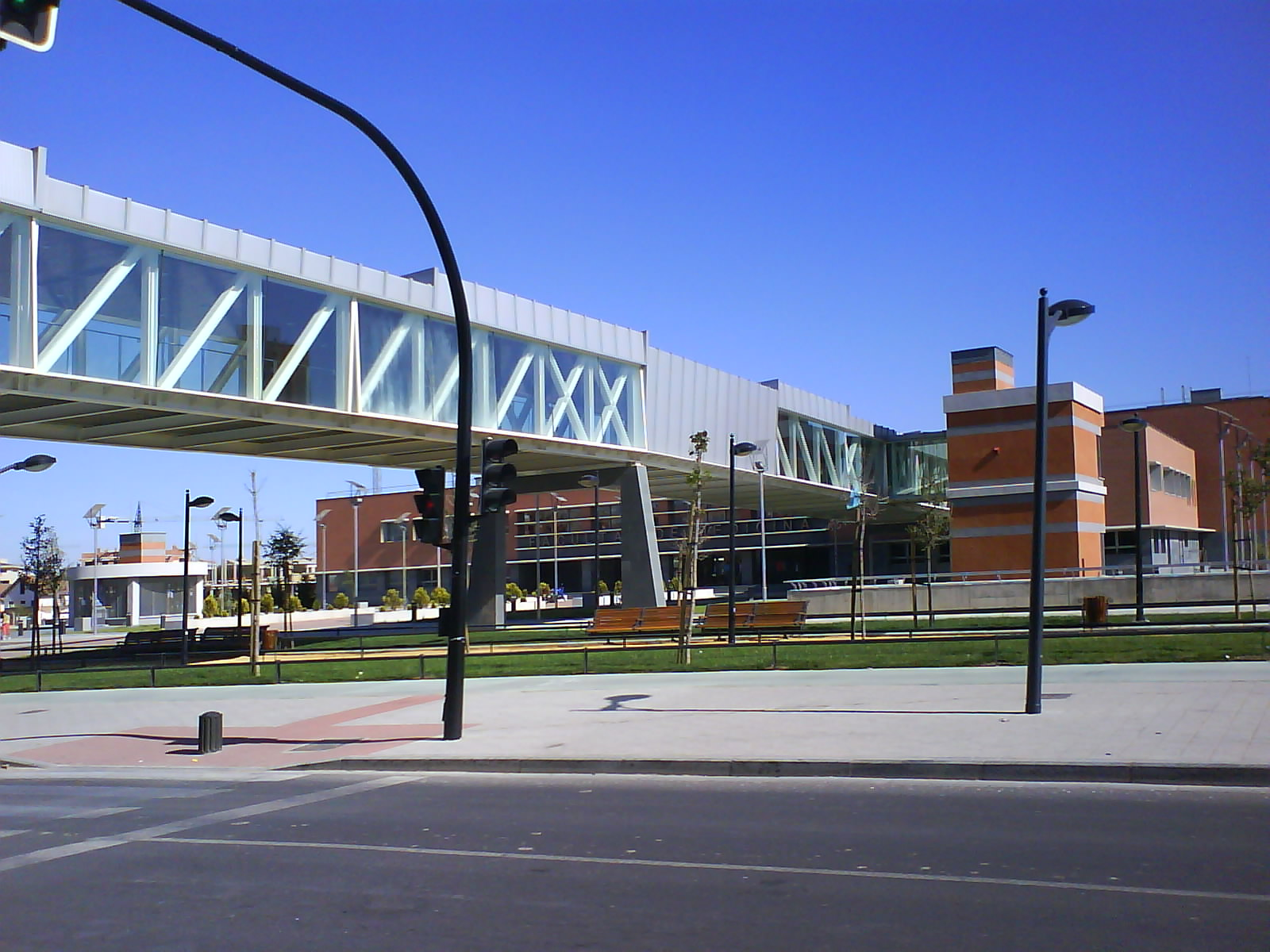
La pasarela de la Circunvalación conecta el Hospital General Universitario de Albacete con la Facultad de Medicina de la Universidad de Castilla-La Mancha.

El hospital está conectado a través de la  pasarela de la Circunvalación con la Facultad de Medicina del Campus Biosanitario de Albacete, perteneciente a la Universidad de Castilla-La Mancha.

## Historia
Tras el traslado de los pacientes ingresados en la antigua Residencia Universitaria, empezó la andadura del Hospital General Universitario de Albacete, que fue inaugurado el 18 de abril de 1985 por el ministro de Sanidad Ernest Lluch. El nuevo hospital, construido en el lugar que ocupaba el Hospital de San Julián, comenzó su actividad con una plantilla de 1400 profesionales sanitarios.
En 2002 el hospital pasó de depender del  Instituto Nacional de la Salud  (INSALUD) al Servicio de Salud de Castilla-La Mancha (SESCAM), tras el traspaso de las competencias sanitarias desde el Ministerio de Sanidad al Gobierno de Castilla-La Mancha. A lo largo de su historia, el hospital ha sufrido una serie de remodelaciones, creciendo en instalaciones, equipos, especialidades y personal. 
Es uno de los hospitales de referencia de Castilla-La Mancha, prestando servicios tanto para la población de la provincia de Albacete como para la de otras provincias y comunidades autónomas cercanas. En los próximos años se someterá a una reforma integral para adaptarlo a las nuevas necesidades asistenciales, aunque muchos reclaman un nuevo gran hospital, complementario a los actuales, como se han construido o se están construyendo en el resto de capitales de la región y tal y como anunció el actual presidente de Castilla-La Mancha Emiliano García-Page, desdiciéndose posteriormente. En este sentido, el Colegio de Médicos de Albacete ha creado una plataforma para pedir la construcción de un nuevo hospital.
Finalmente, el 16 de diciembre de 2019 el Gobierno de Castilla-La Mancha licitó las obras de reforma y ampliación del Hospital General Universitario de Albacete con la publicación del anuncio del concurso público en el Diario Oficial de la Unión Europea (DOUE) dejando de lado de esta forma la propuesta más demandada para la construcción de un nuevo gran hospital en un emplazamiento diferente del actual complementario a los hospitales actuales. La pandemia del coronavirus que ha puesto en jaque este hospital, símbolo de la crisis en España, pone en cuestión la necesidad de construir un nuevo hospital y no la reforma del mismo.
Las obras de reforma y ampliación del Hospital General Universitario de Albacete fueron adjudicadas el 5 de agosto de 2020 a OHL por unos 100 millones de euros.

## Localización y accesos
El hospital se encuentra en la zona sureste de la ciudad de Albacete, entre las calles Hermanos Falcó, por donde tiene su acceso principal, y Almansa, dentro del Paseo de Circunvalación. El servicio de urgencias, abierto las 24 horas del día los 365 días del año, tiene su entrada por la calle Laurel.

### Transporte público
El Hospital General de Albacete cuenta con una parada de taxis en la puerta principal, facilitando el acceso a los usuarios y su movilidad por la ciudad.
En autobús urbano, el centro hospitalario queda conectado mediante las siguientes líneas:
| Línea | Trayecto | Recorrido                                                         | Frecuencia    | Paradas en el HGUA |
| ----- | --- | ----------------------------------------------------------------- | ------------- | ------------------ |
|       | Campus UCLM-Barrio de Vereda | Recorrido Archivado el 1 de noviembre de 2014 en Wayback Machine. | 12-18 minutos | 5 y 6              |
|       | Campus UCLM-Hospital Universitario del Perpetuo Socorro                                                                          | Recorrido Archivado el 22 de febrero de 2014 en Wayback Machine.  | 12-18 minutos | 7 y 15             |
|       | Estación de Albacete-Los Llanos-Estación de Autobuses-Hospital General Universitario-Hospital Universitario del Perpetuo Socorro | Recorrido Archivado el 22 de febrero de 2014 en Wayback Machine.  | 15-22 minutos | 20                 |

## Hospital universitario

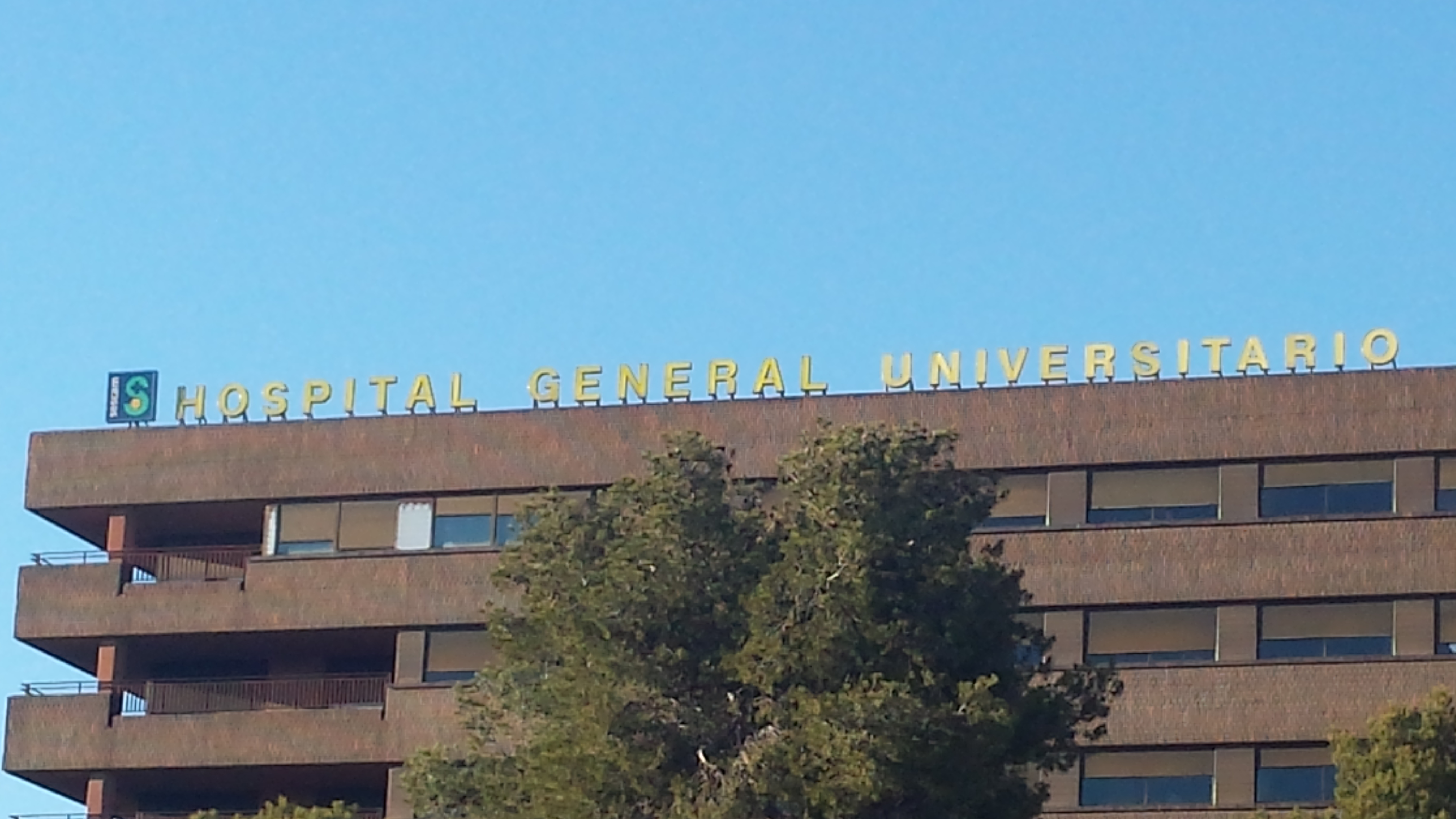
Logo indicativo del hospital

Como hospital universitario está adscrito a la Universidad de Castilla-La Mancha para las prácticas del alumnado de medicina, farmacia y enfermería. Además, imparte formación de posgrado para residentes en diversas especialidades médicas (MIR), de farmacia (FIR), de psicología (PIR) y de enfermería (EIR).

## Servicios y especialidades
La oferta asistencial que ofrece el Hospital General Universitario de Albacete, que forma parte de la que desarrolla el Complejo Hospitalario Universitario de Albacete, es la siguiente:
| - Análisis Clínicos - Anatomía Patológica - Anestesia y reanimación - Aparato digestivo - Bioquímica clínica - Cardiología - Cirugía general y Digestivo - Angiología y cirugía cardiovascular - Cirugía plástica y reparadora - Cirugía maxilofacial - Cirugía pediátrica - Cirugía ortopédica - Cirugía torácica - Cuidados intermedios neonatales | - Cuidados intensivos neonatales - Dermatología - Diálisis - Endocrinología - Enfermería ginecológica y obstétrica (matrona) - Extracción de órganos - Extracción de sangre para donación - Farmacia hospitalaria - Farmacología clínica - Fecundación in vitro | - Fisioterapia - Genética - Ginecología - Hematología clínica - Laboratorio de hematología - Hemodinámica - Hospital de día - Inmunología - Implantación de tejidos - Inseminación artificial - Medicina intensiva - Medicina interna - Medicina Paliativa - Medicina preventiva - Medicina del trabajo | - Microbiología y parasitología - Nefrología - Neumología - Neurocirugía - Neurofisiología clínica - Neurología - Neurorradiología intervencionista - Nutrición y dietética - Obstetricia - Obtención de tejidos - Oftalmología - Oncología - Otorrinolaringología - Pediatría - Planificación familiar - Psicología clínica - Psiquiatría | - Radiodiagnóstico - Radioterapia - Recuperación de oocitos - Rehabilitación - Servicio de transfusión - Trasplante de órganos - Tratamiento del dolor - Traumatología - Urgencias - Urología |